# Jacques-Louis Lions
Jacques-Louis Lions (Grasse, 2 maggio 1928 – Neuilly-sur-Seine, 17 maggio 2001) è stato un matematico francese, tra i più influenti nella seconda metà del XX secolo.
Le sue capacità, il suo dinamismo e il suo impegno hanno dato un grande contribuito allo sviluppo della matematica applicata in Francia.

## Biografia
Dopo aver partecipato alla Resistenza francese nel 1943 e nel 1944, Lions entrò all'École Normale Supérieure nel 1947. Fu professore di matematica alla Facoltà di Scienze di Nancy, poi alla Facoltà di Scienze di Parigi e quindi all'École polytechnique di Parigi, per giungere infine al Collège de France. I suoi studi sono dedicati soprattutto alla teoria delle equazioni alle derivate parziali e alle loro applicazioni, in particolare ai problemi variazionali, alla teoria del controllo stocastico e ai sistemi di disequazioni alle derivate parziali. Jacques-Louis Lions fu eletto all'Accademia Francese delle Scienze, nella sezione Scienze meccaniche, nel 1973.
Tra gli altri incarichi vi sono i seguenti:
- Primo presidente dell'INRIA-Institut national de recherche en informatique et en automatique;
- Presidente del Centre National d'Études Spatiales (CNES);
- Presidente del Consiglio Scientifico dell'Électricité de France (EDF);
- Presidente del Consiglio Scientifico della Météorologie nationale;
- Presidente dell'Unione Matematica Internazionale (UMI) (1991);
- Presidente dell'Accademia francese delle scienze (1997-1999).

Hanno un notevole successo e una notevole diffusione i nove volumi da lui curati insieme a Robert Dautray su Analyse Mathématique et Calcul Numérique pour les Sciences et les Techniques (Masson, 1988). Ha avuto posizioni di responsabilità anche nell'Unione Matematica Internazionale: fu segretario dal 1975 al 1982 e presidente dal 1991 al 1994).
È stato membro di numerose accademie scientifiche in tutto il mondo, molte delle quali tra le più famose, come la National Academy of Science degli USA, la Royal Society dell'Inghilterra, l'Accademia delle Scienze dell'URSS. Anche in Italia è stato membro dell'Accademia dei Lincei e dell'Istituto Lombardo di Scienze Lettere ed Arti.
La sua straordinaria produzione matematica (quasi 600 articoli e una ventina di monografie dedicate a numerosi campi di ricerca e tradotte in varie lingue) può essere inquadrata nel titolo della sua cattedra al Collegio di Francia: Analyse mathématique des Systèmes et de leur Contrôle, in cui vengono studiati i sistemi descritti dalle equazioni alle derivate parziali, lineari e non lineari, sotto tutti i punti di vista, dalla loro adeguatezza a modellizzare i problemi applicativi, che si vogliono approfondire, all'esistenza e all'unicità delle soluzioni, alla loro approssimazione numerica mediante algoritmi e all'implementazione di questi su calcolatore  ed infine al loro controllo, soprattutto nel caso in cui sia possibile intervenire in tempo reale modificando alcuni dei parametri collegati al sistema.
Uno dei suoi principali risultati è stato il teorema di unicità in due dimensioni spaziali, ottenuto in modo indipendente e contemporaneo anche da Giovanni Prodi; il matematico Jean Leray lo presentò in una nota comune di Lions e Prodi all'Accademia delle scienze di Parigi nel giugno del 1959. Un'altra citazione particolare merita il lavoro con Leray (Bull. Soc. Math. France, t. 93, 1965), nel quale sono elaborati in modo originale i metodi di monotonia per un'ampia classe di equazioni ellittiche non lineari, quali l'equazione di Eulero del Calcolo delle variazioni.
Più recenti sono, infine, gli studi di Lions su quei sistemi, retti da equazioni di evoluzione, nei quali i dati che determinano la soluzione sono assegnati in modo incompleto (per esempio, vengono date le condizioni al contorno solo su una parte della frontiera). Si deve a lui, in quest'ambito di problemi, l'introduzione del concetto di "sentinella", che permette di ottenere ulteriori informazioni e prevedere così i possibili sviluppi nel tempo del fenomeno considerato. Questi studi sono da lui sviluppati, in particolare, nella monografia Sentinelles pour les systèmes distribuées à données incomplètes (Masson - 1992); hanno avuto poi applicazione a problemi concreti, quali l'accoppiamento del sistema atmosfera-oceano sul nostro pianeta, in una serie di lavori in collaborazione con Roger Temam e Shouhong Wang (si veda il loro volume Models for the coupled atmosphere and ocean, North-Holland, 1993).
Per quel che riguarda i contributi di Lions all'Analisi numerica e al Calcolo scientifico, quando nel 1962 fu chiamato a Parigi, si prefisse, tra l'altro, lo scopo di attivare lo studio dell'analisi numerica, in particolare per le E.D.P., in un contesto moderno; per questo motivo, iniziò, all'Istituto Blaise Pascal, un corso che fu raccolto in due volumi litografati, con la collaborazione dei suoi principali allievi: Methodes d'approximation numérique des problèmes aux limites (CNRS - Université de Paris). In quegli anni anche in Italia era entrata in vigore la riforma del corso di laurea in matematica e uno dei corsi principali dell'indirizzo applicativo era il corso di Analisi Numerica: per tali corsi le litografie di Lions furono un riferimento assai importante.
Suo figlio, Pierre-Louis Lions, è un noto matematico francese, vincitore della medaglia Fields nel 1994.

## Riconoscimenti
- Nel 1986 gli è stato assegnato il premio  John von Neumann Lecture [2].

Altri riconoscimenti gli furono conferiti honoris causa presso numerose università, tra le quali quelle di Madrid, Shanghai, Liegi, Göteborg, Edimburgo, Losanna, Houston, Gerusalemme, e con l'assegnazione del Japan Prize (1991), dell'Harvey Prize (1991), del Premio Lagrange (1999) e della Hilbert Medal (2000). 
Fu invitato a tenere conferenze generali ai più importanti Congressi internazionali di Matematica, in particolare a quelli dell'UMI. del 1958, del 1970 e del 1974, all'IFIP World Congress del 1977, all'IFAC Congress del 1987 e all'International Congress in Industrial and Applied Mathematics del 1995. Ha ricevuto numerosi altri riconoscimenti .